# Chuanjiesaurus
Chuanjiesaurus („ještěr od vsi Čchuan-ťie“) byl rod sauropodního dinosaura z čeledi Mamenchisauridae, žijícího v období střední jury (asi před 168 miliony let) na území dnešní jižní Číny (provincie Jün-nan).

## Historie
Fosilie tohoto sauropoda byly objeveny roku 1995 v "červených ložiscích" souvrství Čchuan-ťie (anglicky Chuanjie), pojmenovaném podle blízké obce. Sedimenty tohoto souvrství spadají do období střední jury a mají stáří asi 174 až 163 milionů let. Holotyp nese označení Lfch 1001 a jedná se o částečně dochovanou kostru bez lebky. Formálně byl typový druh Chuanjiesaurus anaensis popsán roku 2000. Rodové jméno je poctou uskupení obcí Čchuan-ťie, druhové konkrétní vesnici Ana, u které byly obě dochované kostry objeveny.

## Popis
Jednalo se o poměrně velkého sauropodního dinosaura, jehož délka je odhadována až na 25 metrů a hmotnost zhruba na 24 tun. Představoval tedy jednoho z největších známých sauropodů z období střední jury. Podle jiných odhadů byl poněkud menší, při délce kolem 17 metrů měl vážit asi 11 tun.

## Zařazení
Chuanjiesaurus byl zástupcem čeledi Mamenchisauridae a mezi jeho blízké příbuzné patřil například rod Analong, žijící ve stejných ekosystémech a dále rod Rhomaleopakhus.